# Hiroshi Nakamura
Pour les articles homonymes, voir Nakamura.
Hiroshi Nakamura (né en 1955) est un astronome amateur japonais habitant dans la préfecture de Kagawa. Il est spécialisé dans l'observation des comètes et des éclipses solaires. Il observe depuis un observatoire astronomique qu'il a construit dans son jardin en 1984.
L'astéroïde (14028) Nakamurahiroshi a été nommé en son honneur.

## Homonymie
Il ne doit pas être confondu avec trois autres astronomes amateurs japonais quasi-homonymes : Akimasa Nakamura, a qui est dédié l'astéroïde (10633) Akimasa, Yuji Nakamura, a qui est dédié l'astéroïde (47077) Yuji et Tsuko Nakamura, a qui est dédié l'astéroïde (6599) Tsuko.